# Edward Zygmunt Nowakowski
Edward Zygmunt Nowakowski, imię zakonne: Wacław, ps. „Edward z Sulgostowa” (ur. 19 lipca 1829 w Kiryłówce, zm. 9 stycznia 1903 w Krakowie) – polski kapucyn, powstaniec styczniowy, kaznodzieja, historyk.

## Życiorys
Urodził się 19 lipca 1829 w Bobrówce (według innej wersji w Kuryłówce). Był synem właścicieli tamtejszego majątku, Łukasza i Klotyldy z domu Korzelińskiej. Uczył się w Krzemieńcu i Warszawie, angażując się w działalność narodową. W latach 1850–1858 pracował jako bibliotekarz u Konstantego Świdzińskiego w Sulgostwie. W 1860 wstąpił do zakonu kapucynów w klasztorze w Lubartowie. Tam odbywał nowicjat, a potem także w klasztorze w Lublinie. Wstąpienie do zakonu wynikało z jego ascetycznego usposobienia. W zakonie ślubował post dozgonny.
Z chwilą wybuchu powstania styczniowego 1863 będąc klerykiem przyłączył się do działań polskich. Był ważną postacią utrzymania walk na Podolu i Litwie, wypełniając tam misje. Był członkiem Rządu Narodowego na ziemi lubelskiej. W 1864 został aresztowany i został zesłany na Syberię (tzw. „posielenie”). W trakcie pochodu skazanych na jednym z etapów spotkał swojego brata Karola (artysta malarz), skazanego na ciężkie roboty w kopalniach. Uznając się za zdrowszego i silniejszego fizycznie przekupił strażników z konwoju, dzięki temu zamienił się z bratem i tym samym sam trafił do ciężkich robót w Irkucku i Usoli (brat Karol ostatecznie zmarł w Irkucku). Był też deportowany nad Jezioro Bajkał. Po śmierci Karola wylegitymował się i został zesłany do Tunki – miejsca zsyłki dla duchowieństwa. Łącznie przebywał na zesłaniu osiem lat.
Po uwolnieniu z robót aresztanckich był internowany w Odessie. Stamtąd trafił na Wołyń i Podole, potem do Galicji, a później do Poznania. Wyjechawszy do Paryża wstąpił do klasztoru trapistów, skąd odszedł nie znajdując tam swoich oczekiwań. Po kolejnych latach tułaczki przybył do Krakowa i wstąpił do klasztoru kapucynów. 1 lutego 1880 otrzymał sakrament święceń kapłańskich z rąk ks. kard. Albina Dunajewskiego. Od tego czasu pozostawał w Krakowie jako anachoreta i oddawał się pracy literackiej. Był autorem monografii i rozpraw historycznych, dotyczących głównie końca XVIII wieku. Ogłosił szereg prac historycznych. Używał pseudonimów „Edward z Sulgostowa” i „Bolesław Szwarce”. Udzielał się w życiu narodowym. W listopadzie 1900 w kościele Mariackim udzielił ślubu Lucjanowi Rydlowi i Jadwidze Mikołajczykównie. Do jego kazań nawiązał Stanisław Wyspiański w Wyzwoleniu (w wypowiedziach Kaznodziei).
Zmarł 9 stycznia 1903 w Krakowie. Został pochowany w grobowcu kapucynów na cmentarzu Rakowickim w Krakowie 12 stycznia 1903 (kwatera Ld).

## Publikacje
- Wilia w Usoli[2]
- Wspomnienie o duchowieństwie polskiem znajdującem się na wygnaniu w Syberyi, w Tunce (1875)
- Ojciec Elizeusz z Uściługa, kapucyn w Syberii (1889)
- Jego Eminencya kardynał Albin Dunajewski książę biskup krakowski (1891)
- Basma (czyli Basm). Przyczynek do Archeologii Moskiewskiej (1893)
- Kraków w roku 1794 (1894)
- Statua Najświętszej Maryi Panny przed kościołem OO. Kapucynów w Krakowie (1894)
- O cudownym obrazie Matki Bożej w karmelu krakowskim na Piasku: wiadomość historyczna (1894)
- Mowa żałobna przy odsłonięciu pomnika grobowego dla św. p. Dra Władysława Krajewskiego w kościele krakowskim OO. Kapucynów (1894)
- Pamiątka 200-letniej rocznicy przybycia do Krakowa OO. Kapucynów 1695 r.(1895)
- O cudownym obrazie Najśw. Maryi P. Ostrobramskiej. Wiadomość historyczna (1895)
- O cudownym obrazie Najśw. Maryi P. Berdyczowskiej. Wiadomość historyczna  (1897)
- O cudownych obrazach w Polsce Przenajświętszej Matki Bożej wiadomości historyczne, bibliograficzne i ikonograficzne przez X. Wacława z Sulgostowa (1902)
- Przegląd 50-letniej pracy literackiej Eu... Heleniusza  (1902)
- Warszawa w 1794 r. (1909)